# Greece International 2001
Die Greece International 2001 im Badminton fanden Anfang Dezember 2001 statt.

## Medaillengewinner
| Disziplin    | Gold                                   | Silber                               | Bronze                                   |
| ------------ | -------------------------------------- | ------------------------------------ | ---------------------------------------- |
| Herreneinzel | Theodoros Velkos                       | Nir Yusim                            | Yulian Hristov                           |
| Herreneinzel | Theodoros Velkos                       | Nir Yusim                            | Pavlos Charalambidis                     |
| Dameneinzel  | Diana Dimova                           | Maria Ioannou                        | Chrisa Georgali                          |
| Dameneinzel  | Diana Dimova                           | Maria Ioannou                        | Christina Mavromatidou                   |
| Herrendoppel | Georgi Petrov Yulian Hristov           | Giorgos Patis Theodoros Velkos       | Golam Reza Bagheri Jalal Eskandare       |
| Herrendoppel | Georgi Petrov Yulian Hristov           | Giorgos Patis Theodoros Velkos       | Pavlos Charalambidis Christos Tsartsidis |
| Damendoppel  | Chrisa Georgali Christina Mavromatidou | Panayiota Demosthenous Maria Ioannou | Ioanna Karkantzia Stella Mousouli        |
| Damendoppel  | Chrisa Georgali Christina Mavromatidou | Panayiota Demosthenous Maria Ioannou | Evelin Gridenberg Gebi Korosi            |
| Mixed        | Yulian Hristov Diana Dimova            | Antonis C. Lazarou Maria Ioannou     | Theodoros Velkos Chrisa Georgali         |
| Mixed        | Yulian Hristov Diana Dimova            | Antonis C. Lazarou Maria Ioannou     | Boris Kroitor Gebi Korosi                |